# Kazimierz Bączyk
Kazimierz Bączyk (ur. 1 marca 1926 w Koźminie Wielkopolskim, zm. 5 sierpnia 2016 tamże) – polski profesor, nefrolog.

## Życiorys
W 1946 roku rozpoczął studia na Wydziale Lekarskim Akademii Medycznej im. Karola Marcinkowskiego w Poznaniu. Dyplom lekarza uzyskał w roku 1952. Pracę doktorską obronił w 1960, a stopień doktora habilitowanego otrzymał w 1966 roku. W 1974 roku otrzymał tytuł profesora nadzwyczajnego, a w 1983 — profesora zwyczajnego. Był wieloletnim kierownikiem Kliniki Nefrologii Akademii Medycznej w Poznaniu, prorektorem klinicznym (1979-1981), współzałożycielem, prezesem i członkiem honorowym Polskiego Towarzystwa Nefrologicznego (1986-1989), współzałożycielem Międzynarodowego Towarzystwa Dializy Otrzewnowej (ISPD - International Society for Peritoneal Dialysis). Kierował zespołem, który wykonał pierwszą w Polsce hemodializę (1958). Opublikował ponad 200 prac oryginalnych i poglądowych oraz był promotorem 15 prac doktorskich i opiekunem 3 przewodów habilitacyjnych. Był członkiem honorowym Czechosłowackiego Towarzystwa Nefrologicznego oraz pierwszym Polakiem, któremu wręczono International Distinguished Medal of the National Kidney Foundation. Pochowany na starym cmentarzu w Koźminie Wielkopolskim.